# Вендлинген-ам-Неккар
Вендлинген-ам-Неккар (нем. Wendlingen am Neckar) — город в Германии, в земле Баден-Вюртемберг. 
Подчинён административному округу Штутгарт. Входит в состав района Эслинген.  Население составляет 15 978 человек (на 31 декабря 2010 года). Занимает площадь 12,15 км². Официальный код  —  08 1 16 071.
Город подразделяется на 3 городских района.
В городе расположена фирма Festool занимающаяся производством столярного электроинструмента.